# Cartodere
Cartodere is een geslacht van kevers uit de familie schimmelkevers (Latridiidae).

## Soorten
- C. alinae (Dajoz, 1963)
- C. apfelbecki Reitter, 1901
- C. australica (Belon, 1887)
- C. bifasciata (Reitter, 1877)
- C. brasiliensis Dajoz, 1974
- C. carinatus Rücker, 1989
- C. ceylanicus Dajoz, 1975
- C. constricta (Gyllenhaal, 1827)
- C. costatipennis (Blackburn, 1888)
- C. costatus (Erichson, 1842)
- C. curtipennis (Pic, 1924)
- C. chilensis Dajoz, 1967
- C. delamarei Dajoz, 1960
- C. dimidiatus (Belon, 1885)
- C. dromedarius (Belon, 1883)
- C. gayi Dajoz, 1971
- C. grouvellei (Belon, 1895)
- C. hemicarinatus Andrews, 1995
- C. heteronotus (Belon, 1891)
- C. humeralis (Belon, 1885)
- C. indicus Motschulsky, 1866
- C. jantaricus (Borowiec, 1985)
- C. kulickae (Borowiec, 1985)
- C. latumeris Rücker, 1979
- C. lobli Dajoz, 1975
- C. longiceps (Belon, 1889)
- C. malouinensis Champion, 1918
- C. minor (Blackburn, 1888)
- C. montuosus Rücker, 1985

- C. necessarius Rücker, 1985
- C. nodifer (Westwood, 1839)
- C. norvegica Strand, 1940
- C. peruvianus Dajoz, 1974
- C. satelles (Blackburn, 1888)
- C. semicostatus (Blackburn, 1888)
- C. setulosus (Belon, 1882)
- C. simoni (Belon, 1889)
- C. spathe Andrews, 1995
- C. strangulatus (Mannerheim, 1853)
- C. subcostetta Reitter, 1915
- C. subfasciatus (Reitter, 1877)
- C. trifasciatus (Belon, 1895)
- C. vannideki Rücker, 2004
- C. ventanensis Dajoz, 1974
- C. vietnamensis Rücker, 1979
- C. ypirangae Dajoz, 1976